# Orquestra Simfònica de Tenerife

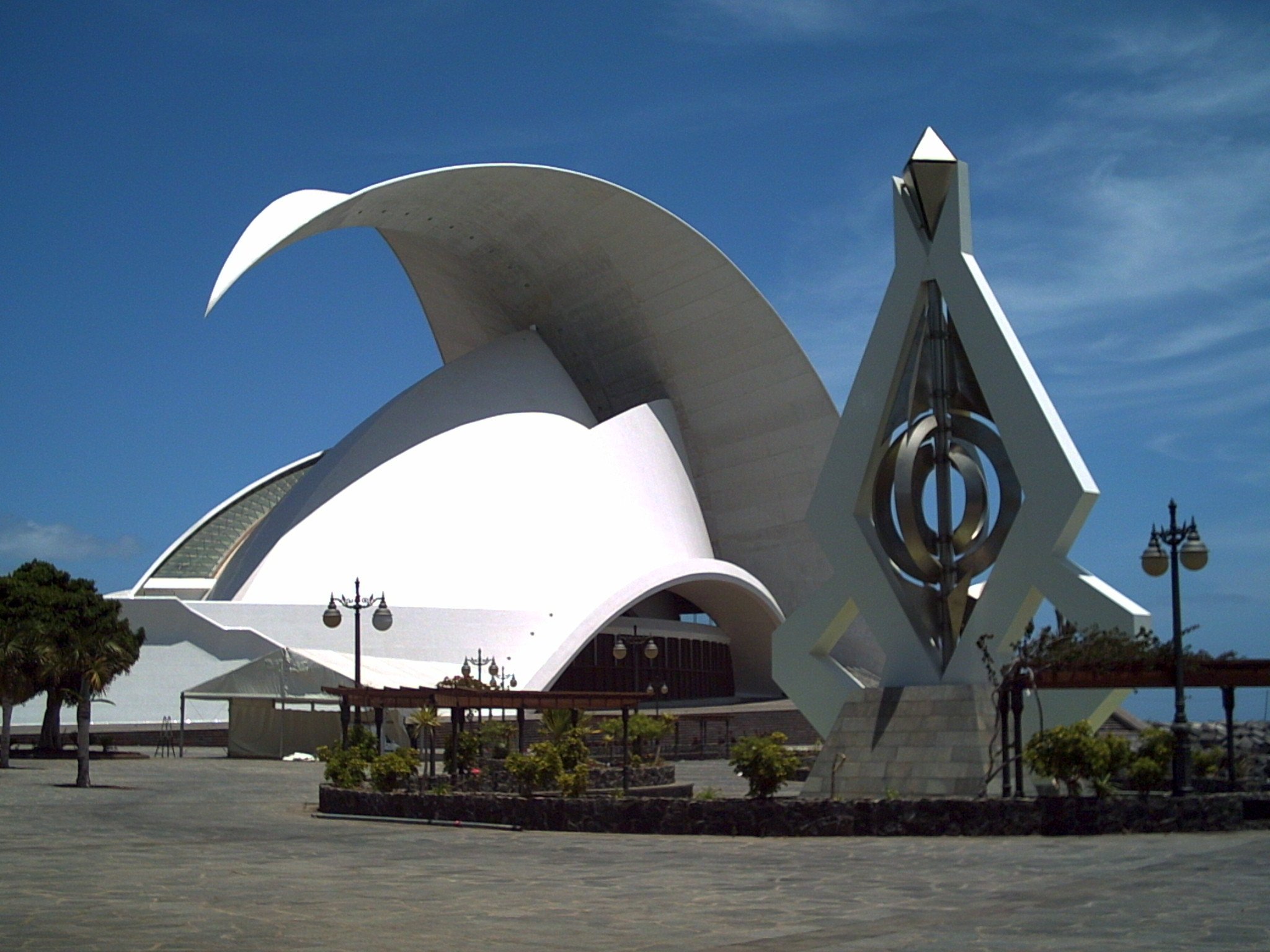
Auditori de Tenerife.

La Orquestra Simfònica de Tenerife (OST), (Tenerife), (Canàries), neix en 1935 amb el nom d'Orquestra de Cambra de Canàries. És en 1970 quan rep la denominació d'Orquestra Simfònica de Tenerife (OST) que es manté fins avui en dia. La temporada d'abonament la realitza a l'Auditori de Tenerife a la ciutat de Santa Cruz de Tenerife.
L'Orquestra Simfònica de Tenerife és un organisme adscrit al Cabildo de Tenerife a través del Patronat Insular de Música. Aquest patronat compta amb un pressupost finançat en un 95% per aportacions anuals del Cabildo de Tenerife. La resta del pressupost es finança amb la venda d'entrades. A més, l'OST és membre de l'Associació Espanyola d'Orquestres Simfòniques AEOS.
L'Orquestra Simfònica de Tenerife és considerada per la crítica com una de les millors orquestres simfòniques del panorama espanyol. Gran part d'aquest prestigi es deu a la figura del mestre burgalès Víctor Pablo Pérez, qui la va dirigir des de 1986 durant 20 anys. Des de l'any 2006 fins al 2010 el xinès Lü Jia va ser el nou director artístic i a partir del 2012 fins al 2016 el director polonès Michal Nesterowicz.
Aquesta agrupació orquestral ha recorregut les principals sales simfòniques d'Espanya, Alemanya o el Regne Unit i la Xina, on ha treballat amb artistes com Krystian Zimerman, Mischa Maisky o Gil Shaham entre d'altres, que no han dubtat a ressaltar l'excepcionalitat del seu so i cohesió instrumental.
Compte amb un total de 34 enregistraments discogràfics.

## Història
L'origen de l'Orquestra Simfònica de Tenerife es va deure, d'una banda, a un conjunt d'afeccionats vinculats en un inici al Cercle de Belles arts, lloc on van organitzar una petita orquestra de corda en la tercera dècada del segle passat; i per un altre, a la posterior agrupació que va sorgir dins de les classes de composició i conjunt instrumental del Conservatori de Música. El mestre Santiago Sabina, que posteriorment es convertiria en el director de l'orquestra fins a la seva mort, va ser capaç de reunir els gairebé quaranta músics que integraven aquesta agrupació de alumnes, músics aficionats i professionals que es van presentar a la societat el 16 de novembre de 1935 al Teatro Guimerà (Santa Cruz de Tenerife) sota el nom d'Orquestra de Cambra de Canàries.
Amb la conclusió en 1939 de la Guerra Civil, es va fundar una societat que encara que assegurava la supervivència de l'orquestra, també limitava l'entrada als diferents concerts que aquest cas es restringia exclusivament als seus socis, amb l'única excepció dels anomenats concerts populars.
L'edifici seu de les seves actuacions era habitualment (fins a la inauguració de l'Auditori de Tenerife) el Teatro Guimerà, no obstant això també es va presentar ocasionalment en altres perímetres com el Teatro Leal a La Laguna, l'Hotel Taoro de La Orotava o el Parc Recreatiu a Santa Cruz.
Aproximadament entorn de 1945 i principalment en la dècada esdevenidora es va incrementar el grau d'activitat de l'orquestra amb la contractació de solistes de certa popularitat. Entre ells, primordialment pianistes, violinistes, i cantants com José Cubiles, Alicia de Larrocha o Victòria dels Àngels.
Amb la defunció en 1966 del mestre Sabina s'iniciava un període que comprendria des de 1968 fins a 1985, en el qual la batuta d'Armando Alfonso imprimiria una major varietat en l'elecció de les obres. En aquesta època també es va assistir a dos fets que van caracteritzar l'esdevenir de l'agrupació com van ser el canvi de nom d'Orquestra de Cambra de Canàries a Orquestra Simfònica de Tenerife i el relleu en la seva titularitat, ja que al començament dels anys 80 va passar a dependre del Cabildo de Tenerife.
A mitjan anys 80 es va fer el pas preliminar per a completar la professionalització de l'orquestra, amb la contractació dels primers músics estrangers. Aquesta iniciativa es va prolongar amb els següents directors, Edmon Colomer en la temporada 1985-86, i a partir de 1986 amb Víctor Pablo Pérez (actual Director Honorari de l'orquestra). Sota la seva direcció fins a 2006, l'Orquestra Simfònica de Tenerife va arribar a les seves més altes cotes en l'escala de les formacions nacionals i internacionals.

## Directors
- Santiago Sabina (1935-1968)
- Armando Alfonso (1968-1985)
- Edmon Colomer (1985-1986)
- Víctor Pablo Pérez (1986-2006) (Director honorari)
- Lü Jia (2006-2012)
- Michal Nesterowicz (2012-2016)
- Antonio Méndez (2019-actualitat)

## Premis
L'OST té en les seves vitrines importants premis i reconeixements com són el Gran Premi de l'Academie francaise du disque lyrique, el Cannes Classical Awards, el Diapason D'Or (en 1994 i 1995), i el Choc de Le Monde de la Musique. Tots, premis concedits a nivell internacional. A nivell nacional ha estat guardonada amb el Premis Ondas 1996.